# 안녕 자두야 시즌 2
《안녕 자두야》의 두 번째 시즌은 2012년 10월 18일부터 2013년 12월 5일까지 방송되었다.
2012년 10월 16일 시사회에서 투니버스 측에서 대략적인 줄거리를 공개하였으며, 해당 시즌에서 공개된 에피소드들에서는 동화의 패러디 에피소드가 여럿 들어가 있다.

## 인기
2020년경 한 에피소드의 스크린샷과 함께 해당 에피소드가《기생충》과의 플롯의 유사성을 가졌다고 주장하는 한 유머 게시물이 모 커뮤니티 사이트에 업로드되었고, 《안녕 자두야》의 애니메이션판의 유튜브 채널도 이를 인지하고 해당 에피소드를 《기생충》을 패러디한 제목으로 유튜브에 업로드하였다.